# Krzysztof Boczarski
Krzysztof Jarosław Boczarski (ur. 5 czerwca 1964 w Warszawie) – polski samorządowiec, prezydent Otwocka (2001–2002), od 2006 do 2010 starosta otwocki.

## Życiorys
Ukończył studia na Wydziale Prawa i Administracji Uniwersytetu Warszawskiego. W latach 1994–1998 sprawował mandat radnego Rady Miasta Otwocka, następnie był radnym powiatu otwockiego (1999–2006). W latach 1995–1998 zatrudniony jako dyrektor zarządu gospodarki mieszkaniowej Urzędu Miejskiego, był także sekretarzem miasta (1998–2001). W wyniku zawarcia koalicji przez AWS i SLD w samorządzie i odwołania poprzedniego prezydenta zajął w 2001 jego stanowisko, funkcję tę pełnił przez kilkanaście miesięcy. W latach 2003–2006 zasiadał w zarządzie powiatu, od 2005 pełnił obowiązki wicestarosty. W wyborach w 2006 bez powodzenia z rekomendacji Prawa i Sprawiedliwości ubiegał się o urząd prezydenta miasta, przegrywając w drugiej turze ze Zbigniewem Szczepaniakiem. Objął następnie funkcję starosty powiatu otwockiego, w 2010 nie uzyskał reelekcji. Powrócił do rady powiatu w 2014. Objął stanowisko sekretarza gminy Celestynów.

## Odznaczenia
W 2009 odznaczony Brązowym Krzyżem Zasługi.